# João Carlos Pereira
João Carlos Pereira (Luanda, 11 aprile 1965) è un allenatore di calcio ed ex calciatore portoghese, di ruolo centrocampista.

## Carriera

### Giocatore
Nato a Luanda da genitori angolani, iniziò a giocare a calcio nel Marinhense e trascorse una stagione in seconda divisione nelle file della squadra portoghese. Dal 1985 al 1987 vestì la maglia dell'Académica, con cui ottenne 12 presenze in Primeira Liga, la massima serie portoghese. Nel triennio seguente giocò nella seconda serie lusitana, con Moreirense, di nuovo Marinhense e infine nel Trofense. Nel giugno del 1990, all'età di 25 anni, si ritirò dall'attività agonistica.

### Allenatore
Nel 1997 intraprese la carriera di allenatore, alla guida del Marinhense, nella Terceira Divisão. Dopo un quadriennio alla guida della squadra, nel 2001 passò sulla panchina dello Sporting Pombal. Nel 2003 esordì da allenatore nella massima divisione portoghese, alla guida dell'Académica, condotta al tredicesimo posto finale.